# Dadaguru, Molakalmuru
Dadaguru là một làng thuộc tehsil Molakalmuru, huyện Chitradurga, bang Karnataka, Ấn Độ.